# Rechaud

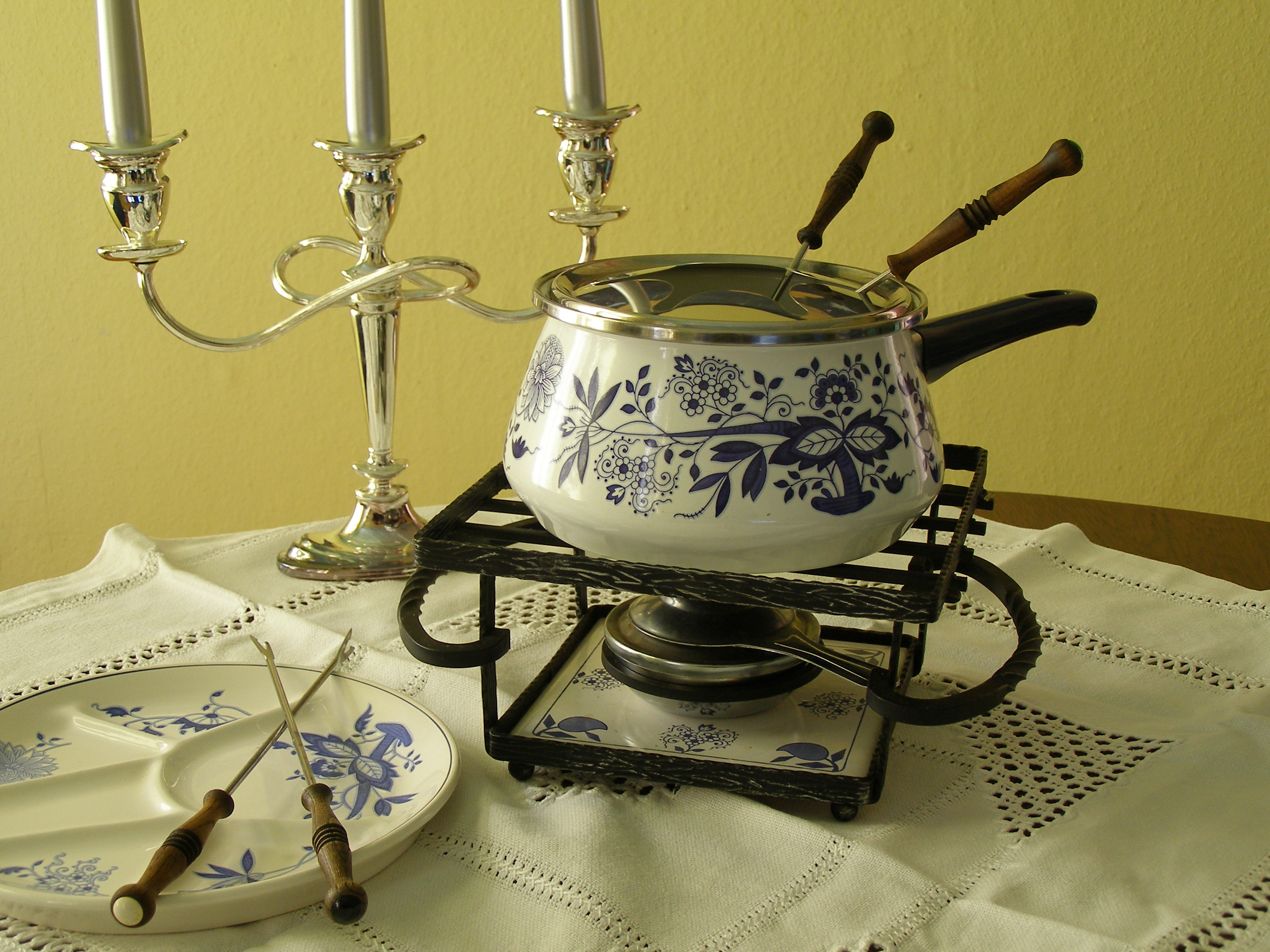
Een fonduepan boven een rechaud

Een rechaud is een voorwerp om schotels met spijzen warm te houden. Kenmerkend voor een rechaud is dat het zo gemaakt is dat een pan, bord of schaal boven een warmtebron geplaatst kan worden. De warmtebron is dikwijls voldoende om gerechten warm te houden, om gerechten op te warmen zijn rechauds niet geschikt. Voor huishoudelijk gebruik worden rechauds met waxinelichtjes het vaakst gebruikt. Daarnaast zijn er rechauds die elektriciteit, gas of een brandbare pasta als warmtebron gebruiken. Rechauds met een brandbare pasta worden vaak door de horeca- en cateringbedrijven gebruikt. Ook bestaan er rechauds die in de magnetron kunnen worden opgewarmd. Het is ook mogelijk het rechaud van een dikke plaat metaal te maken, zodat deze na opwarmen geruime tijd warm blijft. 
Rechauds worden vaak in Chinese of Indische restaurants gebruikt om rijsttafels op te dienen. Deze blijven dan tijdens het eten warm.
Een andere vorm van een rechaud is het theelicht. Hierbij gaat het dan om een wat kleiner rechaud dat voorzien is van een waxinelichtje, waarop een theepot gezet kan worden. Aan deze gebruikswijze dankt het waxinelichtje dan ook de veelgebruikte bijnaam theelichtje.